# WPL
WPL is een bestandsextensie voor Windows Media Player Playlist-bestanden. In Windows Media Player (vanaf versie 9) kan men een cd branden waarbij bestanden in M3U- of WPL-formaat  mee gebrand kunnen worden. De bestanden bevatten informatie over de bestanden op die schijf.

## Voorbeeld
Hier een voorbeeld van een WPL-bestand:
```
<?wpl version="1.0"?>

<smil>

    
<head>

        
<meta
 
name=
"Generator"
 
content=
"Microsoft Windows Media Player -- 11.0.5721.5145"
/>

        
<meta
 
name=
"AverageRating"
 
content=
"33"
/>

        
<meta
 
name=
"TotalDuration"
 
content=
"1102"
/>

        
<meta
 
name=
"ItemCount"
 
content=
"3"
/>

        
<author/>

        
<title>
Bach
 
Organ
 
Works
</title>

    
</head>

    
<body>

        
<seq>

            
<media
 
src=
"\\server\vol\music\Classical\Bach\OrganWorks\cd03\track01.mp3"
/>

            
<media
 
src=
"\\server\vol\music\Classical\Bach\OrganWorks\cd03\track02.mp3"
/>

            
<media
 
src=
"\\server\vol\music\Classical\Bach\OrganWorks\cd03\track03.mp3"
/>

        
</seq>

    
</body>

</smil>

```